# Lorentzocassis papuana
Lorentzocassis papuana es una especie de insecto coleóptero de la familia Chrysomelidae.
Fue descrita científicamente en 1913 por Spaeth.